# Lenguas trúkicas
Las lenguas trúquicas, trúkicas o chúukicas es un subgrupo filognético de la subfamilia chúukico-pohnpeica de Micronesia que a su vez es parte de la familia austrenesia. Las lenguas se hablan principalmente en los estados de Chuuk y el Yap de los Estados Federados de Micronesia.

## Lenguas
- Sonsorolés y Tobiano (suficientemente cercanos para ser considerados dialectos de la misma lengua)
- Chuukés
- Woleaia y Ulithiano
- Puluwatés, Namonuito y Tanapag
- Carolinio
- Satawalés y Mortlockés (estrechamente emparentados)
- Pááfang
- Mapia (¿extinto?)

## Descripción lingüística

### Fonología
| Proto-oceánico   | *mp | *mp,ŋp | *p | *m | *m,ŋm | *k | *ŋk | *ŋ | *y | *w | *t |    | *s,nj | *ns,j | *j | *nt,nd | *d,R | *l | *n | *ɲ |
| Proto-micronesio | *p  | *pʷ    | *f | *m | *mʷ   | *k | *x  | *ŋ | *y | *w | *t | *T | *s    | *S    | *Z | *c     | *r   | *l | *n | *ɲ |
| Proto-Trúkico    | *p  | *pʷ    | *f | *m | *mʷ   | *k | *∅  | *ŋ | *y | *w | *t | *T | *t    | *t    | ∅  | * ̻t    | *r   | *l | *n | *ɲ |